# Crematogaster lutzi
Crematogaster lutzi är en myrart som beskrevs av Auguste-Henri Forel 1905. Crematogaster lutzi ingår i släktet Crematogaster och familjen myror.

## Underarter
Arten delas in i följande underarter:
- C. l. florida
- C. l. lutzi